# Mezőberény
Mezőberény est une ville et une commune du comitat de Békés en Hongrie.